# 増田卓二
増田 卓二（ますだ たくじ、1937年（昭和12年） - ）は政治評論家。元東京都議会議員。

## 経歴
- 1961年　早稲田大学第一文学部卒業
- フジテレビ政治部記者（その間サンケイ新聞＜記者＞へも一時出向）
  - 首相官邸記者クラブキャップ。フジテレビの政治ニュースの解説を担当。
- 1977年～1981年　東京都議会議員
  - 都議会決算特別委員長、党（新自由クラブ）政調会長などを歴任

- 1989 - 92：内外タイムス紙上に「永田町を斬る」を毎日連載
- 1990 - 93：ラジオ日本の「政界フォーラム」にレギュラー出演

- 日本評論家協会会員
- 駿河台大学名誉教授
- 国士舘大学講師

## 選挙歴
- 1977年　東京都議会議員選挙（杉並区）に新自由クラブ公認で初当選
- 1981年　東京都議会議員選挙（杉並区）に新自由クラブ公認で落選
- 1983年　衆議院議員総選挙（旧東京4区）に無所属（新自由クラブ推薦）で落選

## 著書
- 『この政治家に日本を託す』（日新報道）
- 『21世紀の総裁戦』（山手書房）
- 『竹下政治で日本は良くなるか悪くなるか？』（日本経済通信社）
- 『竹下登政権への階段』（ビジネス社）
- 『新自由クラブよどこへ行く』（ベストブック）
- 『三木政治研究』（ホーチキ商事出版部）
- 『実録三木武夫』（ホーチキ商事出版部）